# Стрела (футбольный клуб, Воронеж)
«Стрела» — советский и российский футбольный клуб из Воронежа. Основан не позднее 1970 года. В 1982—1985 годах играл во второй лиге чемпионата СССР.
Команда представляла Воронежский радиозавод.

## Достижения
- Во Второй лиге СССР — 12-е место: 1983 (зона 5)
- Обладатель Кубка Воронежской области (1983, 1984, 1985, 1986, 1989, 1990, 1992).
- Чемпион Воронежской области (1980, 1981, 1983, 1984, 1985, 1987, 1990, 1991, 1992, 2019).

## Главные тренеры
- Проскурин, Владимир Григорьевич (1982)
- Горностаев, Григорий Гаврилович (1983)
- Литвинов, Юрий Николаевич (1983—1985)